# 朱曰藩
朱曰藩（1501年—1561年），字子价，號少海，改号射陂。直隸寶應縣（今江苏宝应县）人，明朝政治人物。

## 生平
嘉靖十年（1531年）辛卯科應天府鄉試第三十六名，嘉靖二十三年（1544年）甲辰科進士。授浙江乌程县知县，歷官南京户部主事、兵部员外郎、礼部主客司郎中，出为江西九江府知府。嘉靖四十年（1561年）秋，积劳成疾，卒于官。

## 家族
著有《山带阁集》。
曾祖朱瓘；祖父朱訥，知縣 封戶部主事進三品服；父朱應登，號淩谿，布政司參政。母陶氏（封安人）。弟曰夔、曰莊。
朱应登是明朝诗人，十才子之一。朱应登很欣賞吴承恩，“爱之如己子”，把家里的一半藏书送给吴承恩。朱曰藩跟吴承恩喜歡豪飲，诗酒寄趣。